# Paul Stanley
Stanley Bert Eisen (Queens, Nueva York, 20 de enero de 1952), más conocido como Paul Stanley, es un músico, cantante y pintor estadounidense, reconocido por ser la voz principal, guitarra rítmica y fundador junto a Gene Simmons de la banda de rock Kiss. Ha participado en la composición de la mayoría de los éxitos de la banda y, junto a Simmons, ha liderado a la agrupación durante sus cincuenta años de trayectoria. Su personaje representado en Kiss es The Starchild o El Chico Estrella.
La revista Hit Parader lo clasificó como unos de los 100 mejores vocalistas del metal de todos los tiempos, ubicándolo en el puesto número 18. En 2014 fue presentado en el Salón de la Fama del Rock and Roll como uno de los miembros fundadores de Kiss.

## Primeros años
Su nombre de nacimiento es Stanley Bert Eisen. Nació en el seno de una familia judía dedicada a la orfebrería. Su padre lo inscribió en la Junior High School con la esperanza de que se graduase en una buena profesión. Allí sobresalió por su habilidad artística, aunque no fue estimado por sus maestros, principalmente por su corte de pelo.
Nació con una enfermedad llamada microtia, la cual afecta el desarrollo de la oreja y esta no se forma correctamente, lo cual provocó sordera en su oído derecho, haciéndolo un chico retraído. Reveló que sufrió constante bullying y comentarios hirientes acerca de su físico por parte de chicos e inclusive maestros.
Su primer acercamiento al mundo del rock fue al ver la presentación de The Beatles en El Show de Ed Sullivan en febrero de 1964, lo cual marco la llegada de la Beatlemania a Estados Unidos. "Tuve una epifanía. Sentí que yo también podía hacer eso" comentó en el documental Kisstory.
Al igual que el que sería su socio, Gene Simmons, fue fuertemente influenciado por The Beatles y la imagen de los Rolling Stones y, de esta manera, fue entrando al mundo del rock'n'roll. En una entrevista de 2014, Stanley afirmó que escuchar el Concierto para piano n.º 5 de Beethoven fue una "experiencia monumental". Algo positivo fue que sus padres no lo reprimieron y entró a la High School for Music and Arts a finales de la década de 1960. Tocaba en su garaje canciones de Elvis Presley con su guitarra de marca Phil de pésima calidad, que le regalaron en su cumpleaños. Después de un tiempo tocó en una banda de versiones llamada Uncle Joe, y fue escogido para una banda de chicos de edad mayor para grabar un sencillo para la CBS.

## Carrera musical

### Inicios
Durante su formación musical, conoce a Chaim Witz, que cambió su nombre a Eugene Klein, y que más tarde sería conocido como Gene Simmons, quien había nacido en Haifa, Israel. Stanley y Simmons no se llevaban bien al principio; fueron compartiendo gustos y ambiciones hasta ser grandes amigos, manteniendo una amistad que ha perdurado hasta la actualidad.
Desde joven, Stanley dejó de depender de sus padres económicamente, pasando horas encerrado en un taxi. Cuando se encontraba desempleado tocaba con Gene Simmons en las calles por una Big Mac. Después de esto fundó Wicked Lester con Gene Simmons y Stephen Coronel, banda que, a punto de grabar un disco, se desintegra, tanto por el despido de Stephen como por la falta de dinero (al principio Gene tocaba guitarra, como los restantes integrantes también eran guitarras, pasó al bajo).

### Kiss

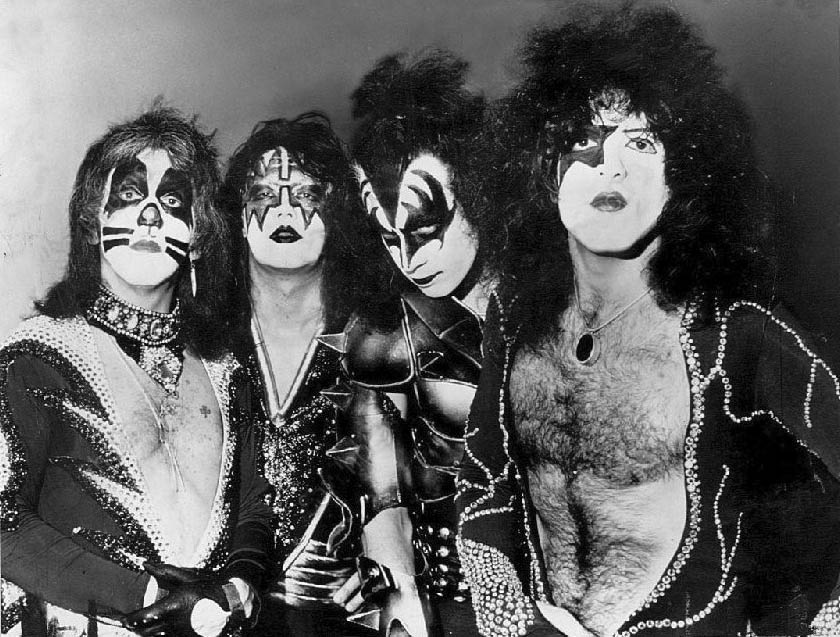
Alineación original de Kiss en 1976. Paul Stanley a la derecha.

Wicked Lester no logró el reconocimiento esperado por Paul y Gene, así que ambos músicos organizaron audiciones para comenzar una nueva banda revolucionaria y única. Los músicos elegidos fueron Peter Criscuola y Paul Daniel Frehley, con los que se formó la alineación original de Kiss. La banda empezó a utilizar maquillaje facial y trajes extravagantes para enfatizar en su imagen y en sus actuaciones en directo. En ese momento, Stanley tuvo la idea de cambiar de nombre, no solamente por razones artísticas, sino también porque odiaba su nombre de nacimiento. Inspirado en Paul McCartney y Paul Rodgers, el músico cambió su nombre legalmente a Paul Stanley.
El personaje interpretado por Stanley en Kiss es The Starchild o El chico estrella; su maquillaje exhibe una estrella sobre su ojo derecho. Por un breve tiempo, Stanley probó un nuevo personaje, The Bandit o El bandido, con un diseño de maquillaje al estilo del Llanero solitario. Este diseño se utilizó durante algunos espectáculos y sesiones fotográficas entre 1973 y 1974. "Incluso intenté pintarme la cara de rojo, pero parecía un tomate de pelo largo", admitió Stanley. Sobre la decisión de convertirse en el Chico Estrella, el músico afirmó: "Antes de decidirme por la estrella, me pintaba un anillo negro alrededor del ojo.... Cada uno de nosotros lleva algo que refleja lo que somos. Siempre me gustaron las estrellas y siempre me identifiqué con ellas, así que, cuando llegó el momento de ponerme algo en la cara, supe que sería una estrella".

Maquillaje de Paul Stanley en Kiss.

Tras una sucesión de exitosos álbumes que empezó en 1974 con su disco homónimo y que se reforzó con el lanzamiento del popular álbum en directo Alive! de 1975, en 1978 los integrantes de la banda decidieron publicar cada uno un disco en calidad de solista. El álbum homónimo de Paul Stanley fue uno de los mejor recibidos por la crítica, contando con la participación de reconocidos músicos como Bob Kulick y Carmine Appice y produciendo canciones que lograron repercusión como "Tonight You Belong to Me", "Move On", "Take Me Away" y "Hold Me, Touch Me".
Finalizando la década de 1970, la agrupación publicó el álbum Dynasty e iniciando 1980 Unmasked, con una marcada influencia de la música disco que por entonces era muy popular. Fricciones entre los músicos forzaron la salida de Ace Frehley y Peter Criss, dejando a Stanley y Simmons como únicos miembros originales. La agrupación encaró la década de 1980 abandonando su maquillaje y acogiendo un estilo similar al glam metal.
En su libro Sex Money Kiss, Gene Simmons afirma que Stanley fue el verdadero líder de Kiss en gran parte de la década de 1980, cuando la banda decidió remover el maquillaje. Esos años, señaló Stanley, "fueron buenos para mí. Los encontré muy satisfactorios porque tuve la oportunidad de estar ahí fuera sin maquillaje, lo que anhelaba en ese momento. Creo que fue más fácil para mí, porque mi personaje no estaba definido por el maquillaje... El maquillaje sólo reforzaba lo que veías y quién era yo".

#### Gira solista de 1989
En 1989 Stanley realizó una serie de presentaciones como solista en clubes de los Estados Unidos, durante las cuales interpretó en su mayoría clásicos de Kiss, repasó temas de su primer disco solista e incluso presentó una canción que sería incluida en el siguiente disco de Kiss, "Hide Your Heart", que sería parte del álbum Hot in the Shade. Durante esa gira Paul incluyó en su banda a Bob Kulick en guitarra (hermano mayor de Bruce Kulick, guitarrista de Kiss de 1984 a 1996), y al ex-Black Sabbath Eric Singer en batería, quien reemplazaría en 1992 al baterista de Kiss, Eric Carr, después de su triste fallecimiento a causa de las complicaciones de su cáncer ventricular.

#### Reunión de los músicos originales

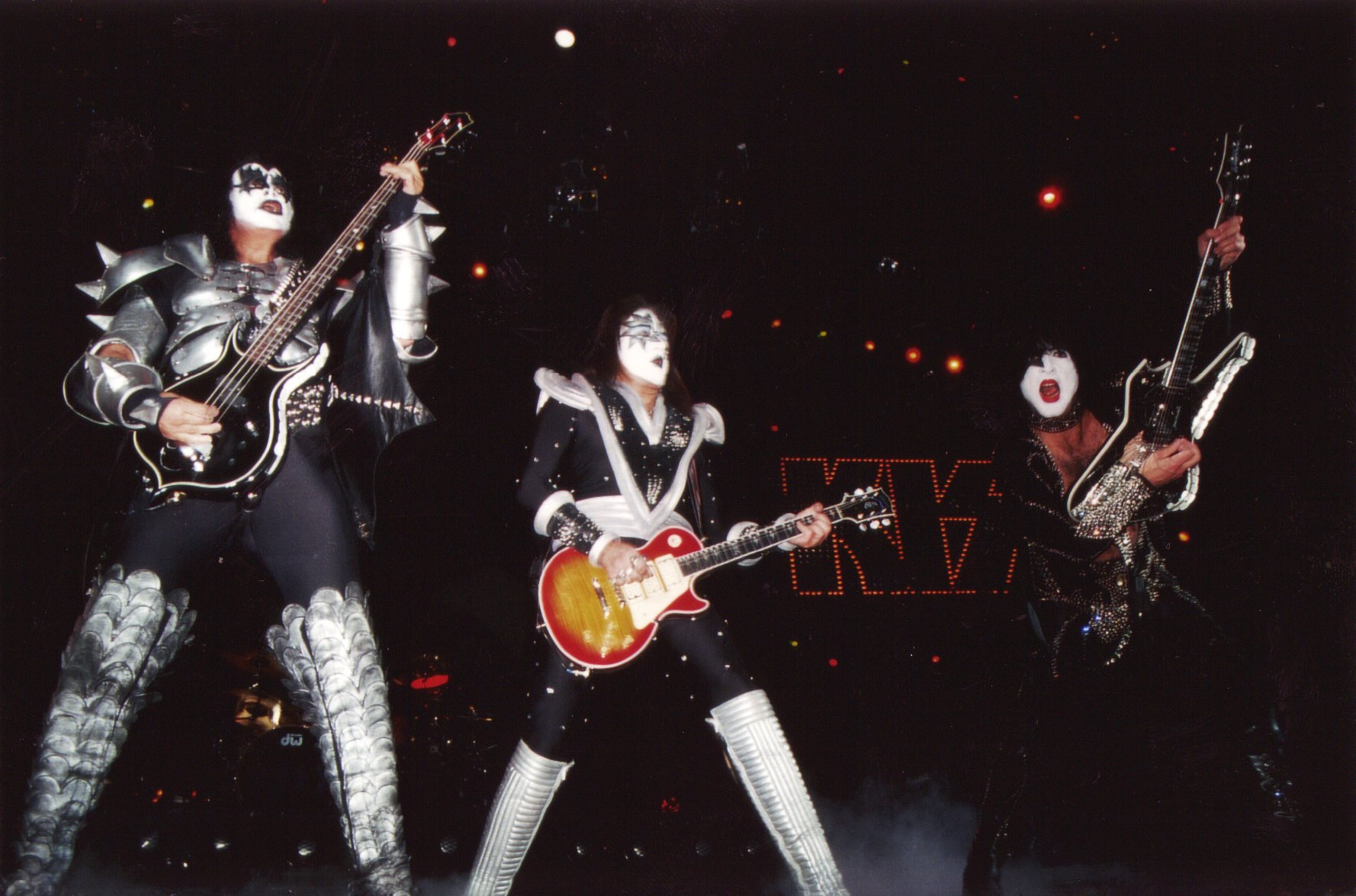
De izquierda a derecha, Gene Simmons, Ace Frehley y Paul Stanley.

En 1996, Peter Criss hizo presencia en una convención de Kiss con Gene y Paul, brindando un recital en el que Peter tocó la batería por primera vez en 16 años (espacio de tiempo durante el cual "Hard Luck Woman" y "Beth", originalmente cantadas por él, pasaron a ser interpretadas por Eric Carr y luego por Eric Singer). Más adelante, Paul contactó a Ace Frehley (quien después de varios años logró superar su adicción al alcohol) para concretar una breve reunión de los músicos originales en el álbum Kiss MTV Unplugged. Después de tocar la canción "Every Time I Look at You", Stanley presentó a Frehley y a Criss ante el público: "Tenemos a algunos miembros de la familia aquí esta noche, y no estoy hablando de mamá y papá, estoy hablando de Peter Criss y Ace Frehley".
Tras años sin usar su característico maquillaje y durante la entrega de los Premios Grammy de 1996, los cuatro músicos originales de Kiss aparecieron con los trajes de la gira Love Gun y maquillaje. Luego llegó el Reunion Tour, que empezó en Detroit rompiendo récords, al vender 47.000 entradas en 40 minutos. Para esta gira de reunión fueron introducidas nuevas atracciones, como una plataforma en medio del público, o la idea de tocar una canción típica de cada lugar donde la banda se presentaba.

#### Actualidad

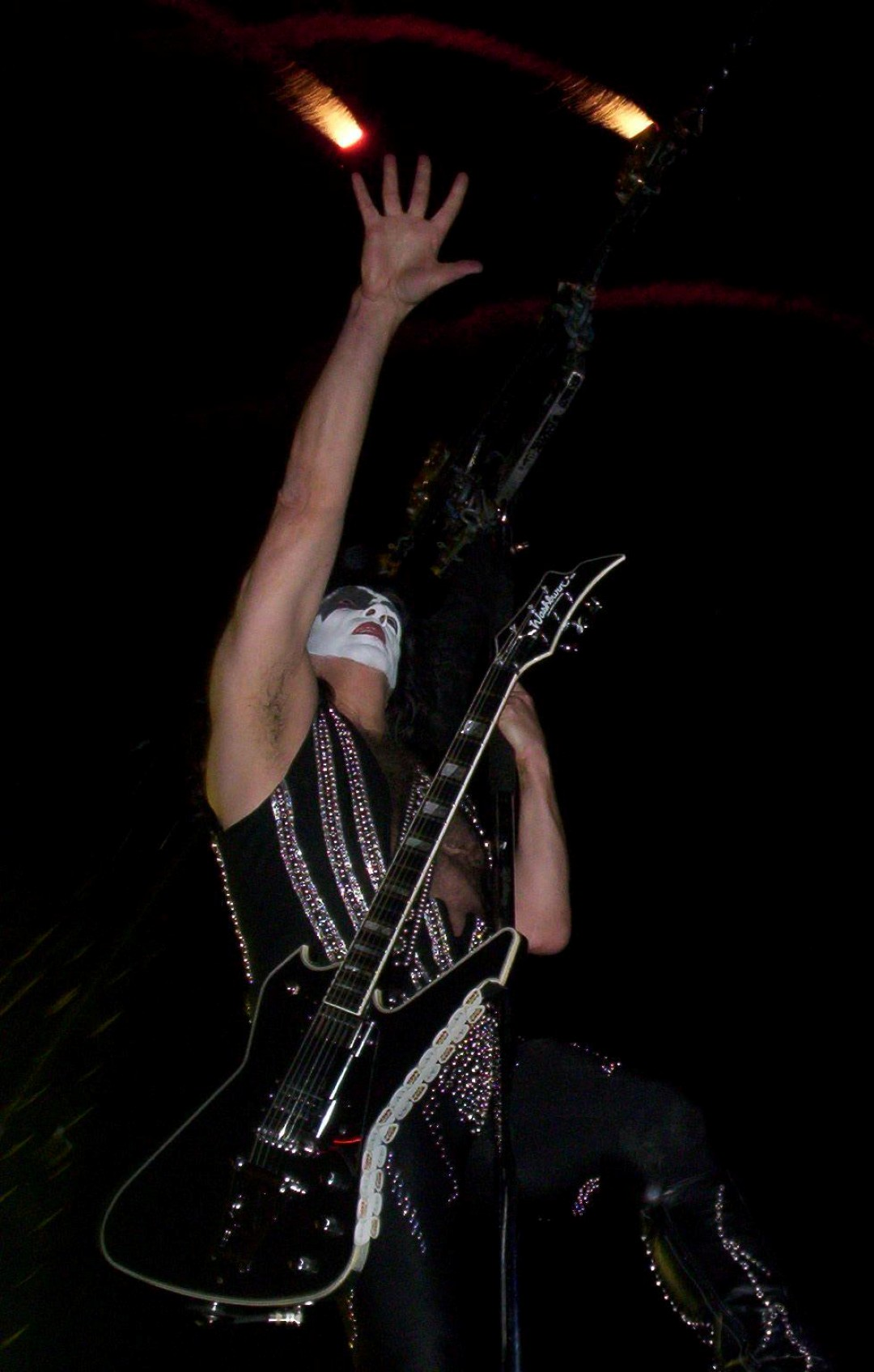
Paul Stanley en concierto en Bogotá en 2009, realizando una de sus acrobacias aéreas al pasar por una cuerda de un escenario a otro.

Tras el alejamiento a comienzos de la década de 2000 de Criss y Frehley después de la multitudinaria gira de reunión, Stanley y Simmons reclutaron a Eric Singer y a Tommy Thayer para continuar grabando álbumes y realizando conciertos. Durante sus presentaciones con esta nueva alineación conservaron el maquillaje y los trajes, algo que no cayó bien en los fanáticos más acérrimos de la formación original. Tras realizar algunas giras mundiales y publicar los álbumes Sonic Boom (2009) y Monster (2012), la banda anunció su gira de despedida de los escenarios en 2018.

### Carrera en solitario
Stanley publicó su respectivo álbum en solitario cuando todos los miembros de Kiss hicieron lo propio en 1978, pero rara vez ha grabado o actuado sin hacer parte de Kiss. Escribió y grabó material para otro álbum en 1987, pero lo archivó para darle paso al compilado de Kiss Smashes, Thrashes & Hits. Aunque nunca se han publicado oficialmente, canciones de Stanley como "Don't Let Go" y "When Two Hearts Collide" han circulado como grabaciones piratas. Una canción del proyecto, "Time Traveler", fue incluida en el Box Set de Kiss en 2001. En 1989, luego de su gira en solitario, Stanley aportó su voz en la banda sonora de la película de terror Shocker de Wes Craven.
Veintiocho años después de lanzar su primer álbum en solitario, Stanley lanzó un segundo álbum, Live to Win, el 24 de octubre de 2006. Su canción "Live to Win" aparece en el episodio de la serie South Park "Haz el amor, no el Warcraft". En octubre y noviembre de 2006, Stanley se embarcó en una gira teatral en apoyo de Live to Win. Su banda estaba compuesta por Paul Mirkovich (teclados), Jim McGorman (guitarra), Rafael Moreira (guitarra principal), Nate Morton (batería) y Sasha Krivtsov (bajo). Algunas canciones de la gira fueron filmadas para un documental titulado Paul Stanley: Live to Dream. La actuación de la banda en el recinto House of Blues de Chicago fue filmada y lanzada en 2008 en DVD y formatos de descarga de audio digital con el nombre de One Live Kiss.
En 2008, Paul cantó a dúo con la soprano británica Sarah Brightman la canción "I Will Be with You", de su álbum Symphony. En 2016 fue invitado a participar en el álbum de versiones de Ace Frehley Origins, Vol. 1, interpretando la canción "Fire and Water" de Free.

## Otros proyectos
En 1999, Stanley protagonizó una producción musical en Toronto de El Fantasma de la Ópera, en la que interpretó el papel del Fantasma. Actuó en el musical del 25 de mayo al 1 de agosto, y de nuevo ese año del 30 de septiembre al 31 de octubre de 1999. Hizo su debut como pintor en 2006, exhibiendo y vendiendo obras de arte originales. Stanley colaboró con el grupo de power pop Click Five, en su exitoso sencillo "Angel To You (Devil To Me)".
Anteriormente Stanley tuvo la oportunidad de producir álbumes para la banda de glam metal Poison, pero nunca pudo comprometerse debido a su trabajo en los proyectos de Kiss. Sin embargo, produjo el álbum debut de la banda New England. El primer sencillo de ese álbum de 1978 fue "Don't Ever Wanna Lose Ya", canción que llegó al Top 40 en 1979.
En 2012, Stanley se asoció con Gene Simmons y otros tres inversionistas para formar la franquicia de restaurantes Rock & Brews. El 15 de agosto de 2013, Stanley, Simmons y Doc McGhee compraron la franquicia de un equipo de fútbol americano, y lo llamaron Los Angeles Kiss. El equipo debutó en la Arena Football League ese mismo año, y sus actuaciones fueron acompañadas por un reality show televisado en el canal AMC titulado 4th and Loud, en el que se podía ver a Simmons y Stanley gestionando la participación de su equipo en la liga. El equipo fue retirado en 2016.
En abril de 2014 el músico publicó sus memorias, Face the Music: A Life Exposed. En el libro, Stanley, que es judío, se refirió a sus antiguos compañeros de banda Ace Frehley y Peter Criss como antisemitas.

## Plano personal

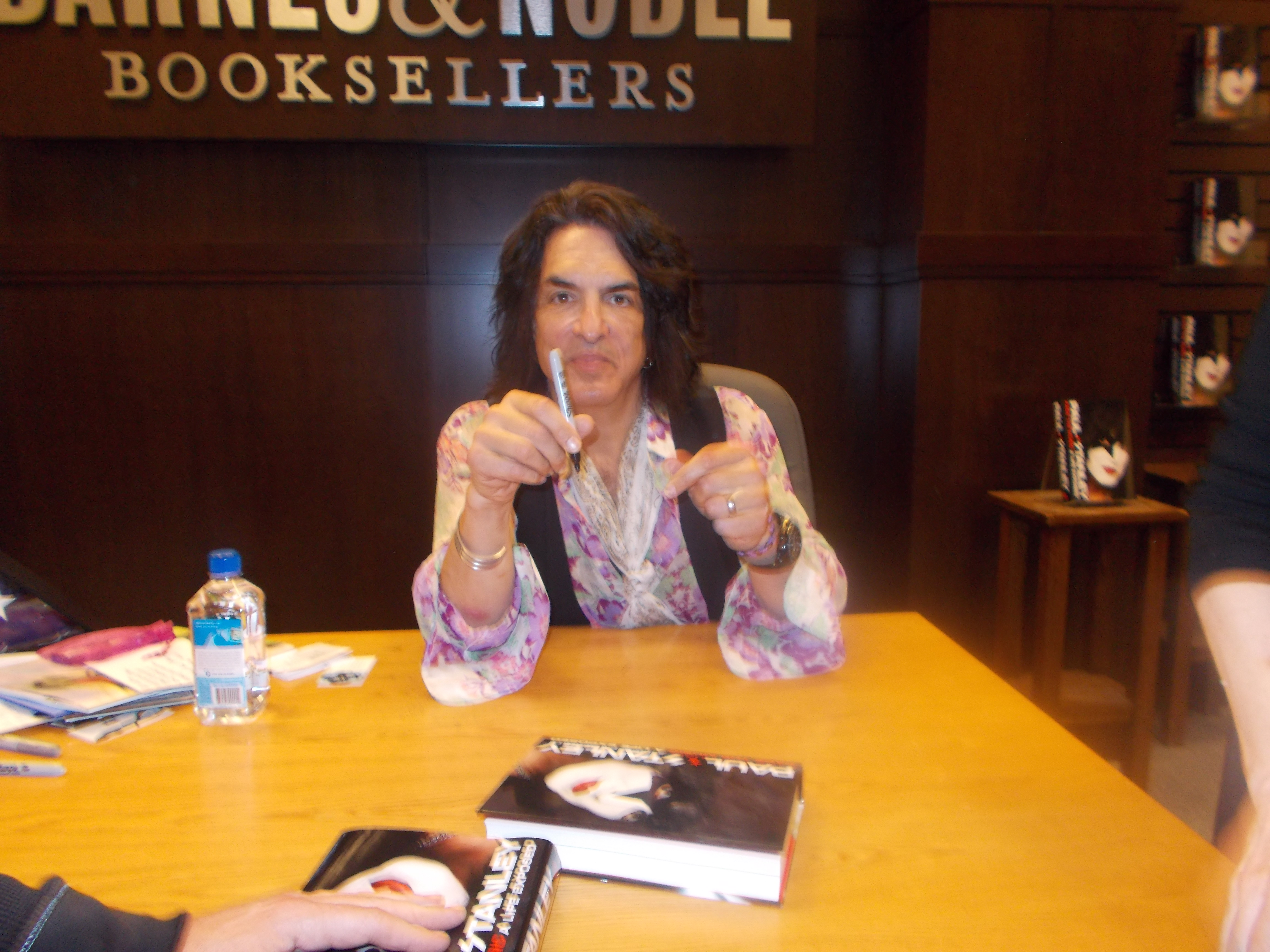
Stanley firmando copias de su autobiografía, 2014.

En 2001 Stanley y su primera esposa, la actriz Pamela Bowen, se divorciaron tras nueve años de matrimonio. Tuvieron un hijo, Evan Shane Stanley, nacido el 6 de junio de 1994. El 19 de noviembre de 2005, Stanley se casó con Erin Sutton en Pasadena, California. Su segundo hijo, Colin Michael Stanley, nació el 6 de septiembre de 2006. Tres años después nació Sarah Brianna, primera hija del músico. El 9 de agosto de 2011, Sutton dio a luz a Emily Grace.
Cuando tenía 30 años, a Stanley se le realizó una cirugía reconstructiva de su oreja derecha por el doctor Frederic Rueckert. La nueva oreja se formó a partir del cartílago de una de las costillas del cantante, con injertos de piel sobre ella. Stanley dijo que la cirugía le había dado "una nueva oportunidad de vivir" y en muestra de agradecimiento le dio al doctor un reloj Rolex cuando se jubiló. Debido a su defecto de nacimiento (microtia), Stanley se convirtió en embajador de AboutFace, una organización benéfica que proporciona apoyo e información a personas con diferencias faciales. Ha aparecido en eventos de recaudación de fondos y en videos para crear conciencia.
Stanley se ha sometido a dos cirugías de reemplazo de cadera: una después de la gira "Rock the Nation" en octubre de 2004 y otra en diciembre del mismo año por complicaciones con la primera. Anunció en 2005 que necesitará una tercera cirugía de cadera en el futuro. Considera que la degeneración de su cadera izquierda es en parte el producto de miles de espectáculos realizados en botas de plataforma desde principios de la década de 1970.
En octubre de 2011, Stanley se sometió a una cirugía en sus cuerdas vocales. Afirmó al respecto: "Me mantengo en un nivel superior al de los demás. Con eso en mente, quería remediar algunos problemas menores que vienen tras cuarenta años de predicar el rock 'n' roll".

## Discografía

### Solista

#### Estudio
- Paul Stanley (1978)
- Live to Win (2006)

#### En vivo
- One Live Kiss (2008)

#### Con Paul Stanley's Soul Station
- Now and Then (2021)

### Con Ace Frehley
- Origins, Vol. 1 (2016) Voz principal en "Fire and Water"